# Megastylus princeps
Megastylus princeps är en stekelart som beskrevs av Pierre L. G. Benoit 1955. Megastylus princeps ingår i släktet Megastylus och familjen brokparasitsteklar. Inga underarter finns listade i Catalogue of Life.